# Villa Traful
Villa Traful is een plaats in het Argentijnse bestuurlijke gebied Los Lagos in de provincie Neuquén. De plaats telt 503 inwoners.